# Mareil-sur-Mauldre
Mareil-sur-Mauldre és un municipi francès, situat al departament d'Yvelines i a la regió de Illa de França. L'any 2007 tenia 1.740 habitants.
Forma part del cantó d'Aubergenville, del districte de Saint-Germain-en-Laye i de la Comunitat de comunes Gally Mauldre.

## Demografia

### Població
El 2007 la població de fet de Mareil-sur-Mauldre era de 1.740 persones. Hi havia 632 famílies, de les quals 100 eren unipersonals (36 homes vivint sols i 64 dones vivint soles), 248 parelles sense fills, 264 parelles amb fills i 20 famílies monoparentals amb fills.
La població ha evolucionat segons el següent gràfic:
Habitants censats

### Habitatges
El 2007 hi havia 692 habitatges, 640 eren l'habitatge principal de la família, 11 eren segones residències i 41 estaven desocupats. 647 eren cases i 45 eren apartaments. Dels 640 habitatges principals, 548 estaven ocupats pels seus propietaris, 69 estaven llogats i ocupats pels llogaters i 23 estaven cedits a títol gratuït; 7 tenien una cambra, 38 en tenien dues, 21 en tenien tres, 65 en tenien quatre i 509 en tenien cinc o més. 556 habitatges disposaven pel capbaix d'una plaça de pàrquing. A 213 habitatges hi havia un automòbil i a 408 n'hi havia dos o més.

### Piràmide de població
La piràmide de població per edats i sexe el 2009 era:
| Homes | Edats   | Dones |
| ----- | ------- | ----- |
| 0     | 95 o +  | 0     |
| 0     | 90 a 94 | 0     |
| 12    | 85 a 89 | 4     |
| 0     | 80 a 84 | 16    |
| 4     | 75 a 79 | 16    |
| 24    | 70 a 74 | 8     |
| 40    | 65 a 69 | 28    |
| 52    | 60 a 64 | 40    |
| 64    | 55 a 59 | 56    |
| 112   | 50 a 54 | 116   |
| 64    | 45 a 49 | 96    |
| 68    | 40 a 44 | 96    |
| 80    | 35 a 39 | 52    |
| 24    | 30 a 34 | 40    |
| 36    | 25 a 29 | 20    |
| 64    | 20 a 24 | 57    |
| 68    | 15 a 19 | 48    |
| 108   | 10 a 14 | 56    |
| 64    | 5 a 9   | 56    |
| 48    | 0 a 4   | 52    |

## Economia
El 2007 la població en edat de treballar era de 1.164 persones, 817 eren actives i 347 eren inactives. De les 817 persones actives 771 estaven ocupades (420 homes i 351 dones) i 46 estaven aturades (22 homes i 24 dones). De les 347 persones inactives 120 estaven jubilades, 109 estaven estudiant i 118 estaven classificades com a «altres inactius».

### Ingressos
El 2009 a Mareil-sur-Mauldre hi havia 634 unitats fiscals que integraven 1.782 persones, la mediana anual d'ingressos fiscals per persona era de 32.215 €.

### Activitats econòmiques
Dels 93 establiments que hi havia el 2007, 1 era d'una empresa extractiva, 2 d'empreses alimentàries, 1 d'una empresa de fabricació d'altres productes industrials, 14 d'empreses de construcció, 17 d'empreses de comerç i reparació d'automòbils, 3 d'empreses de transport, 3 d'empreses d'hostatgeria i restauració, 8 d'empreses d'informació i comunicació, 3 d'empreses financeres, 6 d'empreses immobiliàries, 26 d'empreses de serveis, 5 d'entitats de l'administració pública i 4 d'empreses classificades com a «altres activitats de serveis».
Dels 21 establiments de servei als particulars que hi havia el 2009, 1 era una oficina de correu, 2 paletes, 3 guixaires pintors, 5 fusteries, 1 lampisteria, 2 empreses de construcció, 1 perruqueria, 2 restaurants i 4 agències immobiliàries.
Dels 9 establiments comercials que hi havia el 2009, 1 era un hipermercat, 2 fleques, 1 una fleca, 1 una botiga de congelats, 1 una peixateria, 1 una llibreria i 2 floristeries.
L'any 2000 a Mareil-sur-Mauldre hi havia 3 explotacions agrícoles.

## Equipaments sanitaris i escolars
L'únic equipament sanitari que hi havia el 2009 era una farmàcia.
El 2009 hi havia 1 escola maternal i 1 escola elemental.

## Poblacions properes
El següent diagrama mostra les poblacions més properes.